# Petr Kopecký
Petr Kopecký (* 23. července 1976 Valašské Meziříčí) je český anglista, překladatel z angličtiny a vysokoškolský pedagog, od března 2023 rektor Ostravské univerzity, v letech 2014 až 2022 radní města Rožnov pod Radhoštěm.

## Život
V letech 1990 až 1994 absolvoval Gymnázium Rožnov pod Radhoštěm, následně vystudoval obor učitelství anglického jazyka na Filozofické fakultě Ostravské univerzity, a sice bakalářský stupeň pro základní školy (promoval v roce 1997) a navazující magisterský stupeň pro střední školy (promoval v roce 1999 a získal titul Mgr.). Doktorské studium oboru anglická a americká literatura absolvoval na Filozofické fakultě Univerzity Palackého v Olomouci (promoval v roce 2006 a získal titul Ph.D.). Na stejné fakultě se v roce 2015 habilitoval v oboru dějiny anglické a americké literatury (získal tak titul doc.).
Od roku 1999 působí na Katedře anglistiky a amerikanistiky Filozofické fakulty Ostravské univerzity, v letech 2009 až 2012 byl předsedou fakultního akademického senátu a v letech 2014 až 2017 pak proděkanem fakulty pro rozvoj a zahraniční vztahy. Odborně se zaměřuje na americkou environmentální literaturu, ekologickou literární kritiku, kulturní dějiny Spojeného království a USA (zejména Kalifornie) a recepci americké literatury v Československu.
V komunálních volbách v roce 2002 byl jako nezávislý za subjekt „Sdružení nezávislých kandidátů - Zdravý Rožnov“ zvolen zastupitelem města Rožnov pod Radhoštěm na Vsetínsku. Ve volbách v roce 2006 nekandidoval. Znovu kandidoval ve volbách v roce 2010, ale neuspěl. Zvolen byl opět až ve volbách v roce 2014, a to jako nezávislý za subjekt "Zdravý Rožnov". Za ten se mu podařilo obhájit mandát zastupitele města i ve volbách v roce 2018. V letech 2014 až 2022 navíc zastával i post radního města, na který v dubnu 2022 rezignoval. Ve volbách v roce 2022 již nekandidoval.
V listopadu 2022 byl akademickým senátem zvolen kandidátem na funkci rektora Ostravské univerzity. V lednu 2023 jej prezident Miloš Zeman do této funkce jmenoval, a to s účinností od 1. března 2023.